# Yirmisekiz Mehmed Efendi
Ne pas confondre avec Sabbataï Tsevi, le faux messie juif, qui prit le nom de Mehmet Effendi après sa conversion à l'islam.
Ne pas confondre avec Kurukahveci Mehmet Efendi, le torréfacteur turc.
Yirmisekiz Çelebi Mehmed Efendi, aussi appelé Süleyman Ağa-zâde Mehmed Efendi et dit Fâizî, est un janissaire ayant conduit une ambassade ottomane à Paris en 1720 et 1721. Né entre 1660 et 1670 à Edirne, son récit d'ambassade (sefâretnâme), a contribué à modifier l'image que l'Empire ottoman avait des Européens en matière de culture, de mode de vie et de littérature. À la suite de la rébellion de Patrona Halil qui place Mahmoud Ier sur le trône ottoman, il est exilé à Nicosie pour sa proximité avec Ahmed III, où il meurt le 19 juillet 1731.

## Nom
Dans l'empire ottoman, les personnes ont simplement un prénom, en l’occurrence Mehmed, les noms de famille n'existant pas. Pour se différencier, on utilise des surnoms et des titres, placés en préfixes ou en suffixes au prénom. Ce n'est qu'avec les réformes de Mustafa Kemal Atatürk que les noms de familles sont adoptés, en 1934.
Çelebi est un titre de courtoisie équivalent à « seigneur, gentilhomme », Efendi est équivalent à « maître ». Mehmed Efendi est surnommé le « vingt-huitième seigneur » (en turc : yirmisekiz çelebi) parce qu'il est membre du 28e régiment des janissaires. Mehmed Efendi est aussi connu sous le nom de Süleyman Ağa-zâde Mehmed Efendi, c'est-à-dire « Mehmed, fils de (-zâde) l'agha Süleyman ».
Fin lettré, son pseudonyme de poète est Fa'iz, Faîzi ou Fayizi selon les sources ottomanes.

## Biographie

### Carrière militaire
Né à Edirne, dans l'empire ottoman, l'âge de Mehmed Efendi est estimé par les Français entre une cinquantaine et soixantaine d'années lorsqu'il est envoyé en ambassade à Paris en 1720. Son père est le saxoncubaşı Gürdjü Süleyman Agha, c'est-à-dire colonel du 71e régiment des Janissaires.
En 1717, Mehmed Efendi participe aux négociations du traité de Passarowitz pour mettre fin à la guerre vénéto-austro-ottomane. Après les fructueuses négociations, le grand vizir Damad İbrahim Pacha soutient sa nomination au poste d'ambassadeur extraordinaire en France. Il s'agit pour l'empereur Ahmed III de nouer les liens après la désastreuse ambassade de Soliman Aga en 1669.

### Ambassade en France (1720-1721)
Mehmed Efendi est envoyé à Paris en 1720, afin de casser les préjugés négatifs sur les Turcs en France et afin d’obtenir le plus d’informations possibles sur le pays qui domine l'Europe, pour que l’empire ottoman puisse l'imiter. Jean-Louis d'Usson de Bonnac, ambassadeur de France en Turquie, affrète un galion pour Mehmed Efendi et son fils Mehmed Saïd Pacha. Ils quittent Constantinople le 7 octobre 1720 et débarquent à Toulon quarante-six jours plus tard.
En raison d'une épidémie de choléra à Marseille, Mehmed Efendi passe par Toulouse, Bordeaux, le sud-ouest de la France, la Garonne et s'installe à Orléans. Le roi à l’époque est Louis XV, âgé de douze ans, et la régence est assurée par Philippe II, duc d’Orléans. Mehmed Efendi est présenté au roi aux Tuileries le 21 mars 1721, et il est accueilli dans une cérémonie fastueuse.
L'opéra de Paris représente pour Mehmed Efendi le Thésée de Jean-Baptiste Lully et Philippe Quinault, ainsi que la tragédie lyrique Omphale de André Destouches et d'Antoine Houdar de La Motte. Mehmed Saïd Pacha assiste aux Fêtes vénitiennes d'André Campra. L'ambassadeur visite  Notre-Dame de Paris, la bibliothèque du roi, l’observatoire de Paris, la manufacture des Gobelins, celle de glaces de miroirs, ainsi que l’Académie des sciences. Il participe aussi aux parties de chasse du roi de France, s'émerveille des palais et châteaux français (Saint-Cloud, Trianon, Marly, Versailles), ainsi que de leurs jardins à la française. Mehmed Efendi s'étonne de l'architecture et de la vie citadine française.

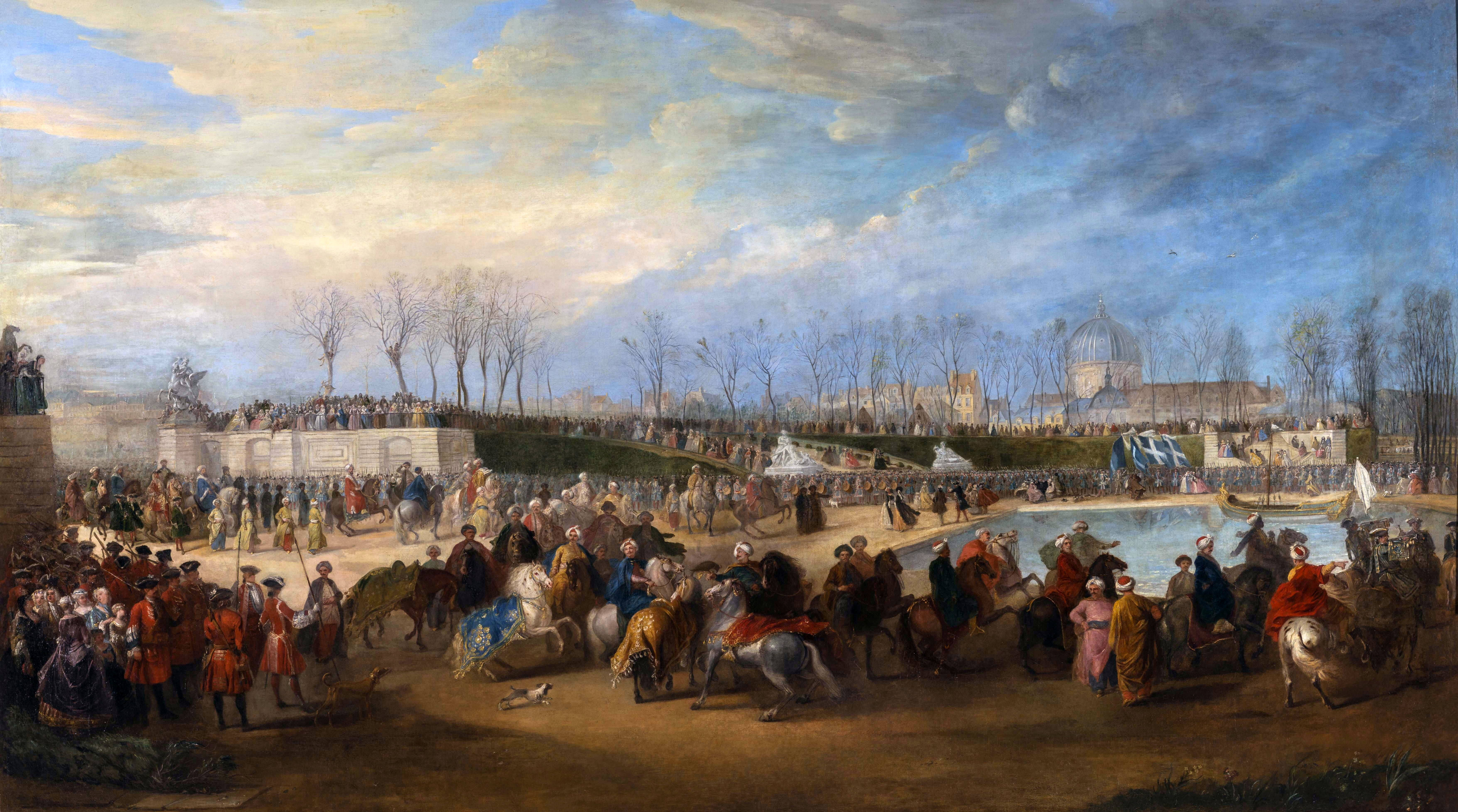
Tableau de Charles Parrocel : Mehemet Effendi, ambassadeur turc, arrive aux Tuileries, 21 mars 1721.

### Retour en Turquie et fin de vie (1721-1732)
Mehmed Efendi et son fils reviennent à Constantinople le 8 octobre 1721. S'il a réussi à développer des relations culturelles avec la France, il ne réussit pas à conclure une alliance entre contre le Saint-Empire. Mehmed Efendi est très bien reçu par le sultan Ahmet III, son récit passionne le sultan et le grand vizir. Grâce à son influence et à ses connaissances, la première imprimerie en caractères arabes en milieu musulman est ouverte par İbrahim Müteferrika en 1727. Plusieurs palais et jardins de Constantinople sont aussi construits et aménagés d'après les gravures et les plans français.
En 1722, Mehmed Efendi est affecté au trésor impérial et est nommé Grand trésorier en 1724. En 1730, il est envoyé en Egypte pour saisir les biens du rebelle Çerkez Mehmet Bey. Après la rébellion de Patrona Halil qui place Mahmoud Ier sur le trône ottoman, il est exilé à Nicosie pour sa proximité avec Ahmed III. Mehmed Efendi repose dans le cimetière de la mosquée de Sinan Pacha à Nicosie, Bien que 1732 est généralement retenue comme date de décès, son épitaphe indique qu'il est mort le 19 juillet 1731.

## Descendance
Il est le père du diplomate et grand vizir Mehmed Saïd Pacha, mort en 1761. Il est ambassadeur en Suède, en Pologne et en France (1742).

## Fransa Sefâretnâmesi
Le récit de son Ambassade en France (en turc : Fransa Sefâretnâmesi) est un succès à la Cour ottomane. En 1757, Julien-Claude Galland le traduit en français sous le titre Relation de l'ambassade de Méhémet-Effendi à la cour de France en 1721 (lire en ligne sur Gallica). En 2004, Gilles Veinstein publie une nouvelle traduction, Le Paradis des infidèles, aux éditions La Découverte.